# Antonio Carbajal
Antonio Felix Carbajal Rodríguez, também conhecido como La Tota (Cidade do México, 7 de junho de 1929 – 9 de maio de 2023) foi um futebolista mexicano.

## Carreira

### Clubes
Carbajal começou sua carreira como juvenil no clube España. Atuando nas partidas preliminares da primeira divisão, Carbajal pôde demonstrar seu talento e foi convocado para a seleção amadora que disputou o torneio de futebol dos Jogos Olímpicos de Londres, em 1948. Quando voltou, foi promovido à equipe principal do España substituindo Sanjenís.
Jogou duas temporadas no clube España até a extinção da equipe em 1950. Em seguida, atuou no León até 1966, com o qual conquistou duas ligas nacionais (1951–52 e 1955–56) e uma Copa México (1957–58).

### Seleção Mexicana
Era um goleiro ágil, foi convocado à seleção que disputou o Mundial de 1950 onde ficou como camisa 1 por 16 anos, até ao Mundial de 1966.
Foi um dos três goleiros que mais Copas do Mundo disputou, ao lado do seu compatriota Ochoa e de Buffon, italiano. Esteve presente em cinco, nas Copas de 1950, 1954, 1958, 1962 e 1966 pela seleção mexicana. Jogou por 17 anos na Primeira Divisão Mexicana, se aposentou aos 37 anos e tornou-se treinador. Treinou as equipes de León, Unión de Curtidores, Atletas Campesinos e Morelia. Conseguiu dois acessos à primeira divisão. Foi, por algum tempo, treinador de goleiros da seleção mexicana.

### Homenagens
Carbajal recebeu vários reconhecimentos, tanto em nível nacional como internacional. Sempre utilizava um suéter verde que se perdeu em meio a um tumulto, Carbajal considerava essa sua maior perda.

## Morte
Carbajal morreu em 9 de maio de 2023, aos 93 anos.